# William Machado de Oliveira
William Machado de Oliveira (Belo Horizonte, 24 de agosto de 1976) é um ex-futebolista brasileiro que atuava como zagueiro. Foi também gerente de futebol do Corinthians, Bahia e Santos. Atualmente atua em consultoria financeira para atletas.

## Biografia

### Origens
O jogador começou sua carreira no América Futebol Clube, em Belo Horizonte, onde foi campeão da Copa São Paulo de Futebol Júnior de 1996, marcando inclusive um dos gols na final contra o Cruzeiro. Seu primeiro time profissional foi o Sete de Setembro, também em Belo Horizonte. Jogou na seleção brasileira sub-17 no Sul-Americano sub-17 de 1993, onde atuou junto Ronaldo Fenômeno, posterior colega de William no Corinthians.[carece de fontes?]

### Grêmio
Em 2006, após o destaque obtido na segunda passagem pelo Ipatinga, foi contratado pelo Grêmio do Rio Grande do Sul, que era comandado pelo técnico Mano Menezes. Depois de sua primeira passagem pelo Ipatinga, e após vários anos de carreira, o Grêmio foi o primeiro clube no qual permaneceu por mais de um ano. Assumindo o papel de "xerife" da zaga do tricolor, no clube gaúcho conquistou dois campeonatos gaúchos (2006 e 2007) e um vice da Libertadores da América (2007). No Grêmio ganhou confiança, respaldo, credibilidade e elogios da torcida, imprensa especializada e do técnico Mano Menezes pela seriedade demonstrada dentro e fora de campo.

### Corinthians
Em 2007, após a ida de Mano Menezes para o Corinthians e da procura do time por jogadores para formar o seu setor defensivo, William acabou sendo indicado pelo treinador. Foi contratado por um período de 2 anos. Com a saída de Betão, que acertou com o Santos, William foi escolhido como capitão da equipe. Chegou, junto com o Timão, à final da Copa do Brasil de 2008 e ficou com o vice-campeonato. Em 8 de novembro de 2008 conquistou o Campeonato Brasileiro - Série B pelo Corinthians. Em 2009, conquistou o Campeonato Paulista, de forma invicta, e ainda, a Copa do Brasil. Em 2010, o capitão liderou uma campanha em conjunto com o então patrocinador do clube, para ajudar os Haiti, que sofreram com o Terremoto no Haiti. No final de 2010, William anunciou o término de sua carreira como jogador de futebol, mas sua saída do esporte e do Corinthians não durou muito, pois em 7 de fevereiro de 2011, foi apresentado ao público como novo gerente de futebol do clube. Em 2011, após ser desautorizado pela diretoria do clube numa negociação quase fechada com o volante Willian Magrão, que estava no Grêmio, pediu demissão do cargo de Gerente de Futebol.

## Títulos
Ipatinga
- Campeonato Mineiro: 2005

Grêmio
- Campeonato Gaúcho: 2006 e 2007

Corinthians
- Campeonato Brasileiro Série B: 2008
- Campeonato Paulista: 2009
- Copa do Brasil: 2009